# Bare Fists
Bare Fists er en amerikansk stumfilm fra 1919 af John Ford.

## Medvirkende
| Skuespiller       | Rolle          |
| ----------------- | -------------- |
| Harry Carey       | Cheyenne Harry |
| Betty Schade      | Conchita       |
| Joe Harris        | Boone Travis   |
| Vester Pegg       | Lopez          |
| Mollie McConnell  |                |
| Anna Mae Walthall | Ruby           |
| Howard Enstedt    | Bud            |
| Joseph W. Girard  |                |